# Билал Бутоба
Билал Бутоба (на френски език - Bilal Boutobba) е френски футболист, полузащитник.

## Кариера

### Марсилия
Роден е в Марсилия и започва да тренира футбол в школата на местния Олимпик Марсилия. Дебютира за първия отбор на 14 декември 2014 г. при загубата с 0:1 от Монако, заменяйки Марио Лемина в последните шест минути. Така се превръща в най-младия футболист играл за Марсилия със своите 16 години, 3 месеца и 15 дни.

### Севиля
На 18 юни 2016 г. става ясно, че Бутоба няма да поднови договора си и преминава в испанския Севиля със свободен трансфер. На 7 юли 2016 г. подписва за 4 години с резервния тим – Севиля Атлетико, който играе в Сегунда дивисион.

### Национален отбор
Прави своя дебют за националния тим на Франция до 17 г. на 25 октомври 2014 г. на стадион Пафиако в Пафос, Кипър при победата над Република Македония с 3:0. Част е и от състава на Франция, който печели Европейското първенство по футбол за юноши до 17 г. в България.

## Отличия
- Европейско първенство за юноши до 17 г. – шампион 2015 г.